# Дар-уль-Аман
Дар-уль-Ама́н (دارالامان с пушту — «Обитель мира», либо «Ворота в спокойствие»; также — Дар уль-Аман, Даруламан и Дарул Аман) — неоклассический дворец, построенный в 1927 году по проекту архитекторов из Германии и Франции на возвышенности в юго-западной части Кабула. В ходе гражданской войны в Афганистане значительно пострадал, вследствие чего в 2016—2019 годах находился на реконструкции.

## История

### XX век

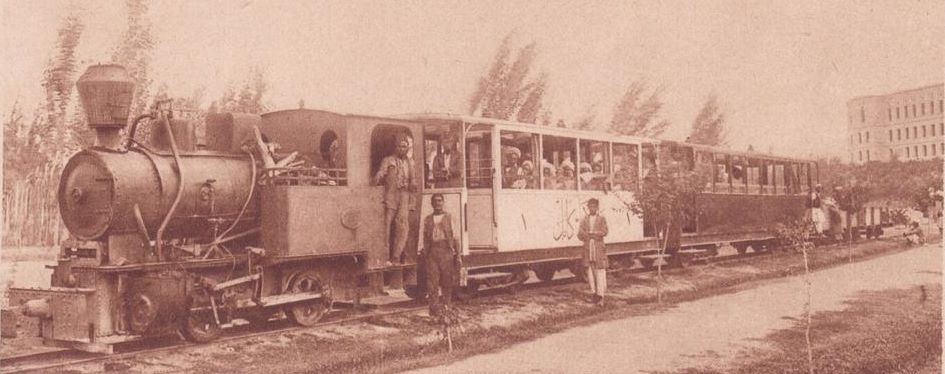
Железнодорожная линия ко дворцу, 1923 год

В 1920-х годах Аманулл-ханом были приглашены 22 архитектора из Германии и Франции, на которых было возложено возведение новых сооружений в Кабуле и, в частности, дворца для парламента. Его строительство по проекту немецкого архитектора Вальтера Хартена, а также французских архитекторов А. Годара и М. Годарда продолжалось два года, с 1925 по 1927 (по другой информации, он был сооружён либо в начале, либо в конце 1920-х годов). С Кабулом дворец связали узкоколейная железная дорога, троллейбусная сеть и проспект Даруламан. В перспективе, падишах рассчитывал присоединить его к новой столице, проект которой был разработан в 1923 году. Впоследствии, после отречения короля в 1929 году, по своему назначению здание не использовалось. Первоначально оно принадлежало мэрии Кабула, а позднее — министерству общественных работ.

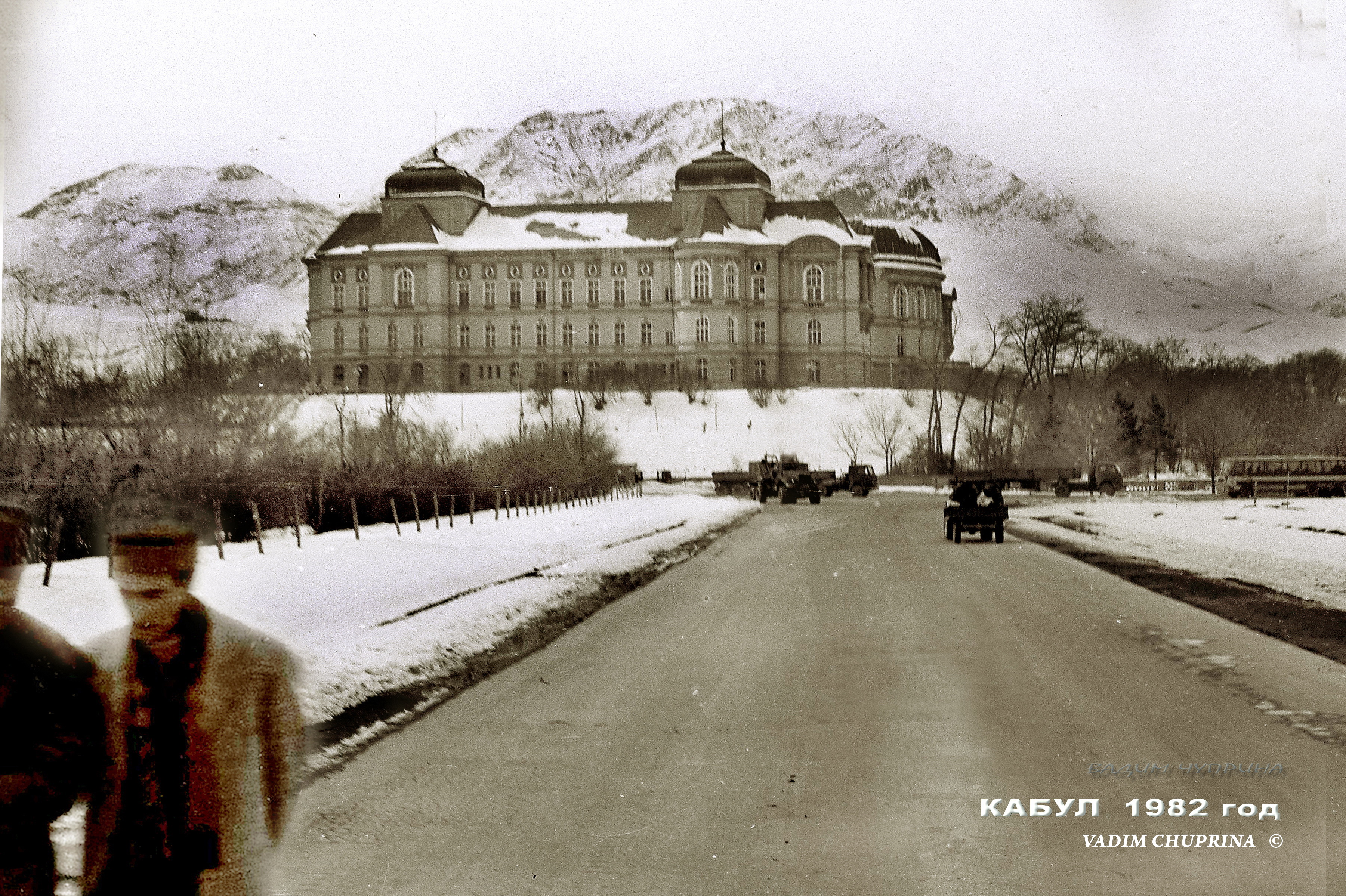
Дворец в 1982 году

После пожара в 1969 году и следующей за ним реконструкции, там находилось министерство обороны и национальный музей. Повторно Дар уль-Аман пострадал от огня во время событий Апрельской революции. Во время свержения диктатуры Амина советскими спецслужбами, дворец, параллельно с проведением операции Шторм-333, был атакован зенитными установками, но серьёзного урона не получил. По устранению последствия штурма, туда переехали советские специалисты — главный военный советник и его подчинение вместе с бюро переводов. Через год после окончания вывода советских войск из Афганистана дворец стал местом действия вооружённого выступления министра обороны против действующего на тот момент президента, в результате которого министерству был нанесён значительный урон. В 1992 году в нём укрывались члены ИПА и он был обстрелян войсками Масуда. Последние бои у Дар уль-Амана, принёсшие ему ущерб, состоялись во время гражданской войны 1996—2001 годов.

### XXI век
С 2005 года дворец находится под охраной властей Афганистана. В тот же год впервые с момента завершения боевых действий в районе строения был представлен проект по реставрации. Согласно ему, инвестировать в работы предлагалось богатым афганским выходцам из-за рубежа. Ожидалось, что, как и было задумано при постройке, дворец будет передан парламенту. В 2012 году на него было совершено нападение бойцов Талибана.
| - Южный фасад дворца, 2002 год - Северный фасад дворца, 2008 год - Интерьеры дворца, 2008 год - Северный фасад в 2020 году |

В 2020 году в Кабуле в результате столкновений вернувшихся из Пакистана беженцев-кучи с хазарейцами свыше десятка людей получили ранения, а только что построенные дома кучи были сожжены. Тогда власти поселили кучи в развалинах дворца Дар-уль Аман, где они прожили несколько месяцев. 
Процесс восстановления дворца начался в 2016 году, когда правительством на это было выделено 16,5 миллионов долларов. Первостепенно из него было вывезено 600 тонн отходов. Следующим этапом были обнажены кирпичные стены. К февралю 2018 года работы были завершёны на 50 %, началась подготовка проектов отделки дворцовых помещений. При восстановлении дворца использовался гератский мрамор и кунарская древесина. По состоянию на начало июля 2019 года реконструкция была завершена на 90 %. Открытие дворца, приуроченное к 100-летию независимости Афганистана от Британской империи, состоялось 21 августа 2019 года. Тогда же планировалось, что после президентской инаугурации 2019 года во дворце на первых двух этажах будет организован национальный культурный музей, третий же этаж займёт гостевой дом при президентском дворце Арг. В апреле 2020 года дворец был переоборудован под изолятор для больных коронавирусом вместимостью на 200 коек.

## Архитектура
Дворец является П-образной постройкой в стиле неоклассицизма с отдельными элементами из барокко, рококо и маньеризма. Его 3 этажа со 150 комнатами возвышаются на 107 футов (около 32 метров) над уровнем земли. Первый этаж дворца был выстроен из камня, два последующих — из кирпича. Фасад дворца облицован специальным камнем, покрытым гипсовой штукатуркой. Также гипс, смешанный с цементом и песком, был использован в кирпичах, формирующих колоннаду. Двухскатная крыша сделана из дерева, покрытого рифлёным железом; также на крыше расположенны четыре купольные башни, покрытые медью.
В оформлении декора дворца, выполненного из цемента, были использованы как европейские, так и афганские мотивы. Помимо них, интерьеры также были украшены трафаретными рисунками на греческий лад; цветочными гирляндами, сделанными австрийскими дизайнерами и имитирующими обои; а также расписаным под мрамор цоколем. Галереи на третьем этаже южного фасада оформлены рядом коринфских колонн, которые также присутствуют во внутренних пространствах. Этажи соединяют мраморные винтовые лестницы. При строительствее в Дарул Амане были предусмотренны водоснабжение и отопление.